# Hyundai i30
Pour les articles homonymes, voir I30.
La Hyundai i30, aussi nommée Elantra Touring (1re génération) et Elantra GT (à partir de la 2e génération) en Amérique du Nord, est une compacte produite par le constructeur automobile coréen Hyundai Motor en trois générations depuis 2006. Le troisième opus est produit depuis 2017.

## Première génération (2006 - 2012)
La première génération de Hyundai i30 est annoncée lors du Mondial de l'Automobile de Paris 2006 par le concept car Hyundai Arnejs. 
La fabrication du modèle de série démarre fin 2006, il est présenté officiellement lors du Salon international de l'automobile de Genève 2007 et commercialisé en Europe durant l'été de la même année.
Cousine de la Kia cee'd, la i30 remplace les Accent et Elantra sur le marché européen, pour lequel elle est conçue prioritairement comme sa cousine Kia.
Les premiers exemplaires vendus en Europe viennent de Corée du Sud, mais dès la fin 2008, Hyundai la fabrique dans sa nouvelle usine de Nošovice, en Tchéquie,. 
Il existe une variante break appelé i30 CW, qui est également exporté vers l'Amérique du Nord où il est rattaché à la gamme Elantra.
La première génération d'i30 a été officiellement lancée en Malaisie en juillet 2009.
Elle est restylée en 2010 en Europe.

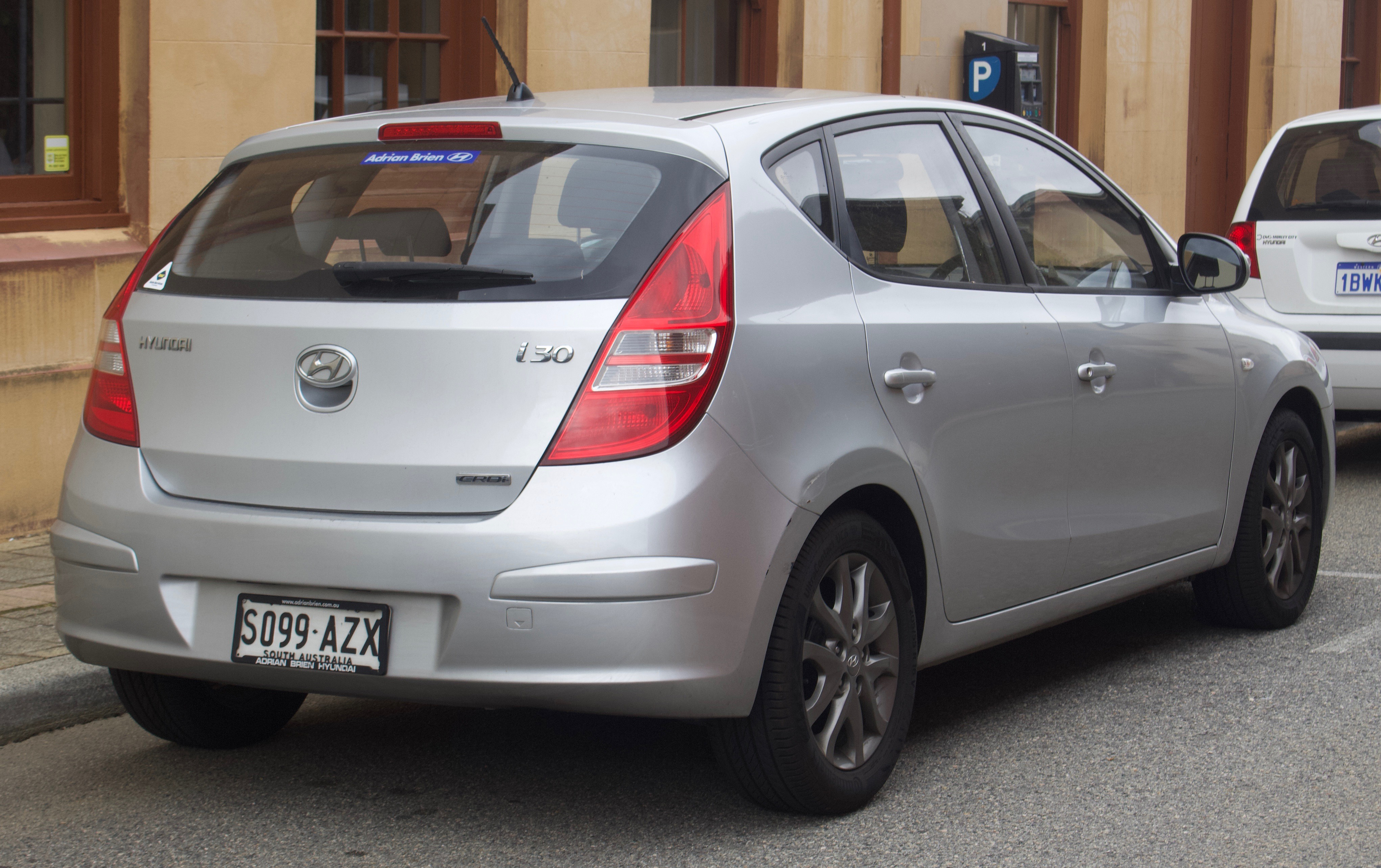
Hyundai i30 I phase 1
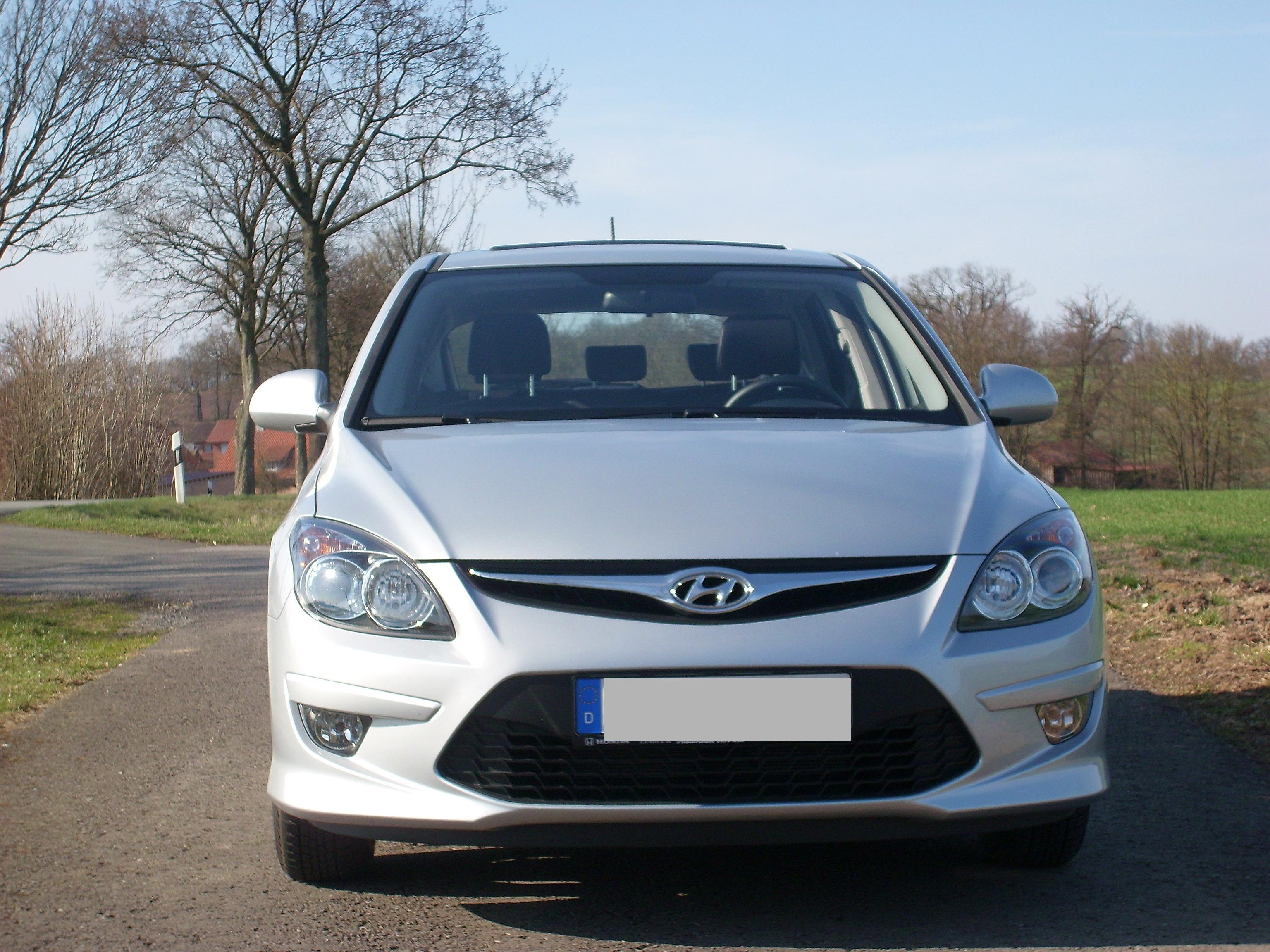
Hyundai i30 I phase 2
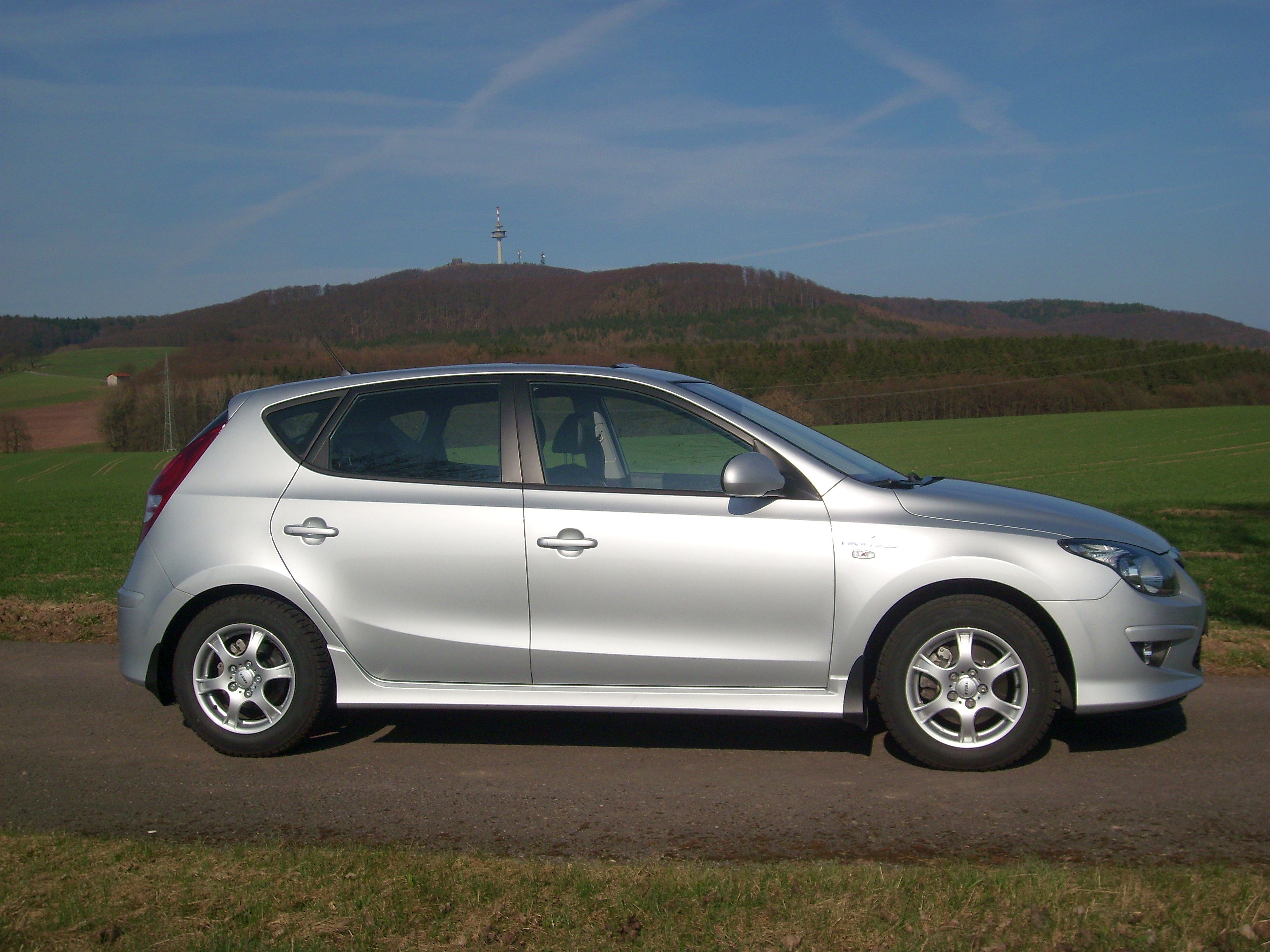
Hyundai i30 I phase 2
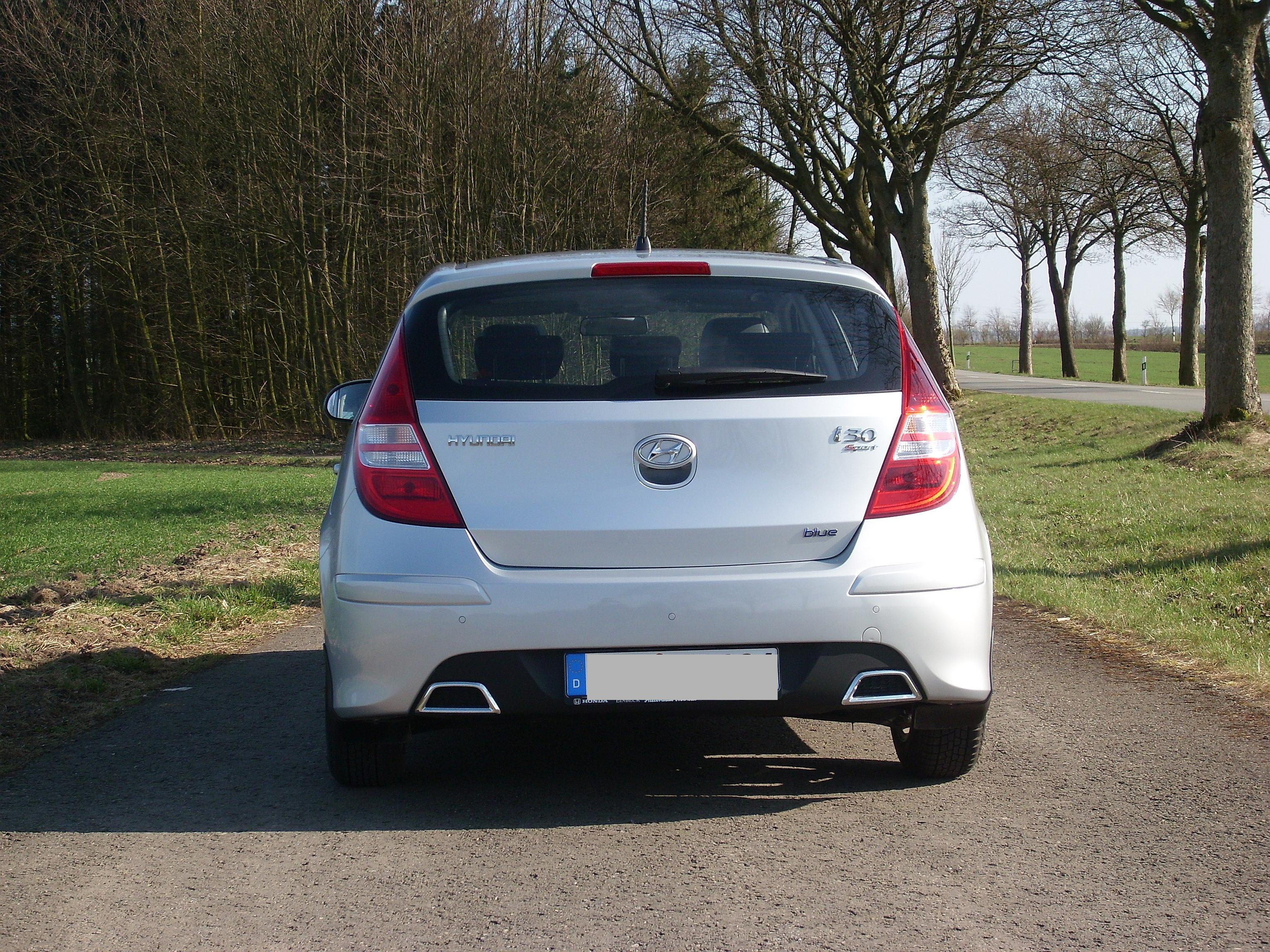
Hyundai i30 I phase 2
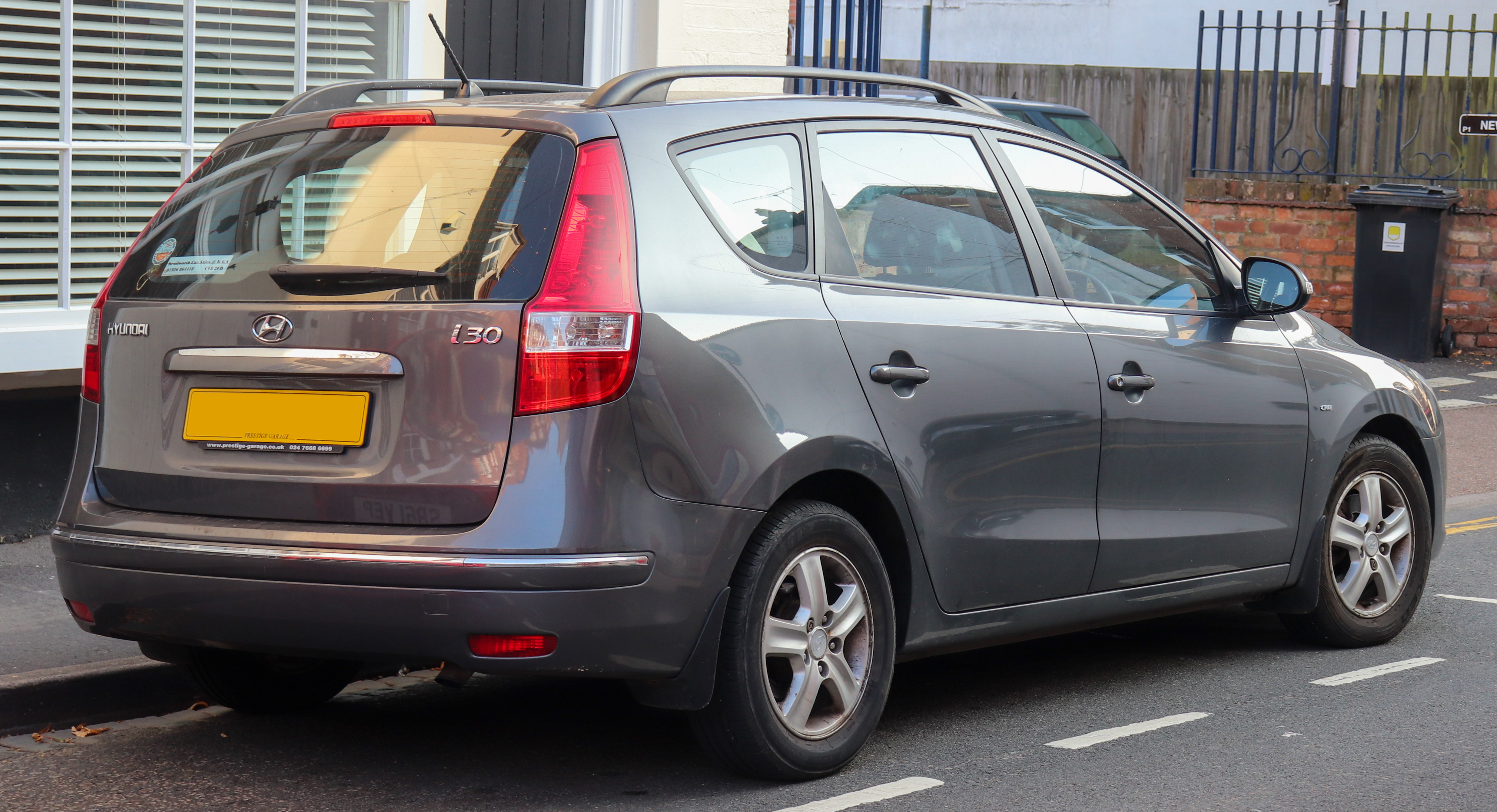
Hyundai i30 I CW phase 1

## Seconde génération (2012 - 2017)
La seconde génération d'i30 est dévoilée en 2011 au salon de l'automobile de Francfort. Cette nouvelle version est conçue au centre technique de Hyundai en Europe, situé a Rüsselsheim en Allemagne. Cette nouvelle mouture est disponible à partir de 2012 en version 3 portes et 5 portes à hayon ainsi qu'en break.
Elle est commercialisée en Amérique du Nord sous le nom de Hyundai Elantra GT à partir de 2012. Seule la version 5 portes à hayon est disponible. Une version berline et coupé de l'Elantra sont également disponibles mais elles ne partagent pas la même plateforme. En 2013, elle est disponible uniquement avec le moteur Nu MPI 1.8L qu'elle partage avec la berline Elantra. En 2014, ce moteur est remplacé par le 2,0L Nu GDI plus performant. 

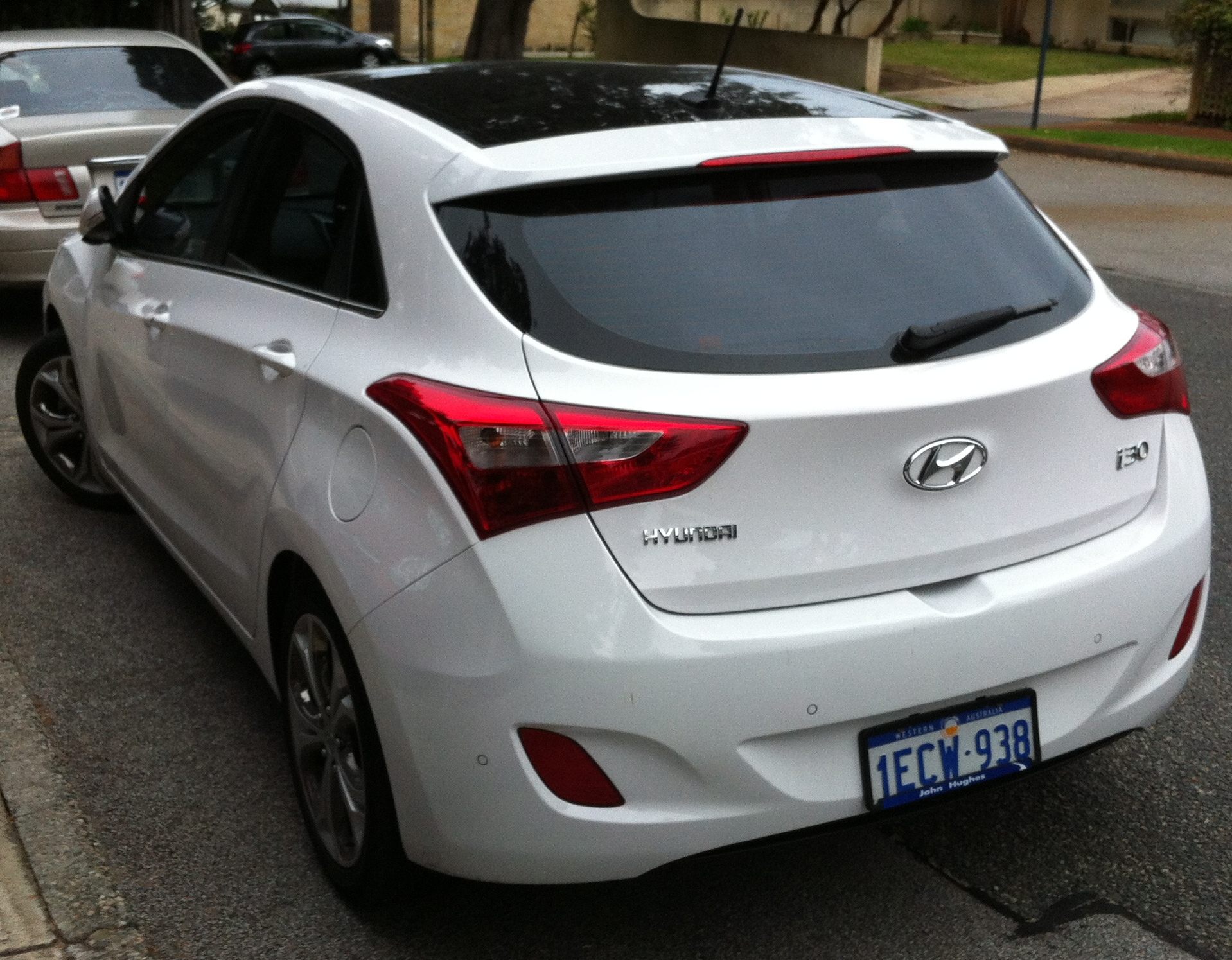
Hyundai i30 (GD) Face arrière

### Galerie

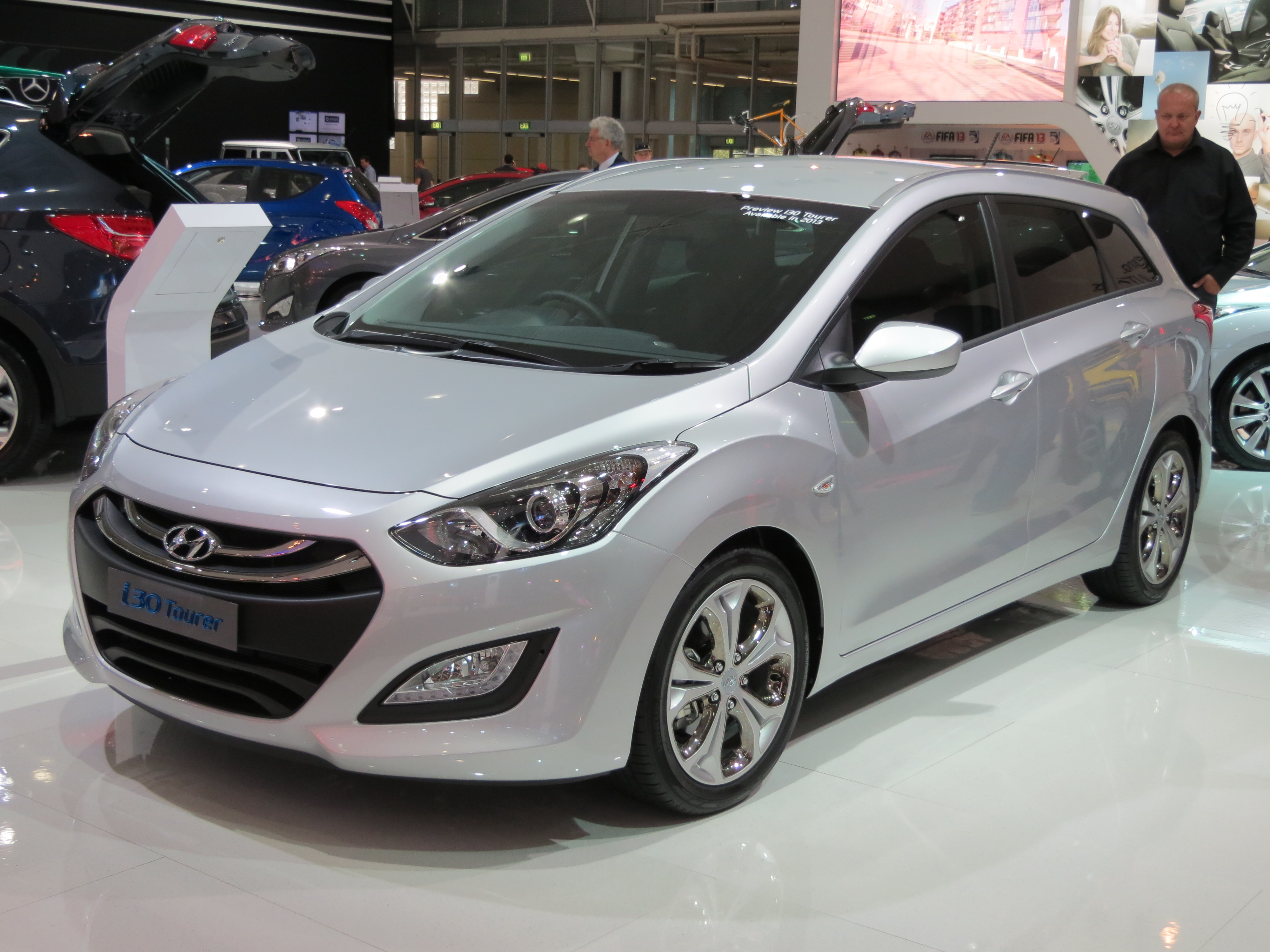
Hyundai i30 (GD) SW
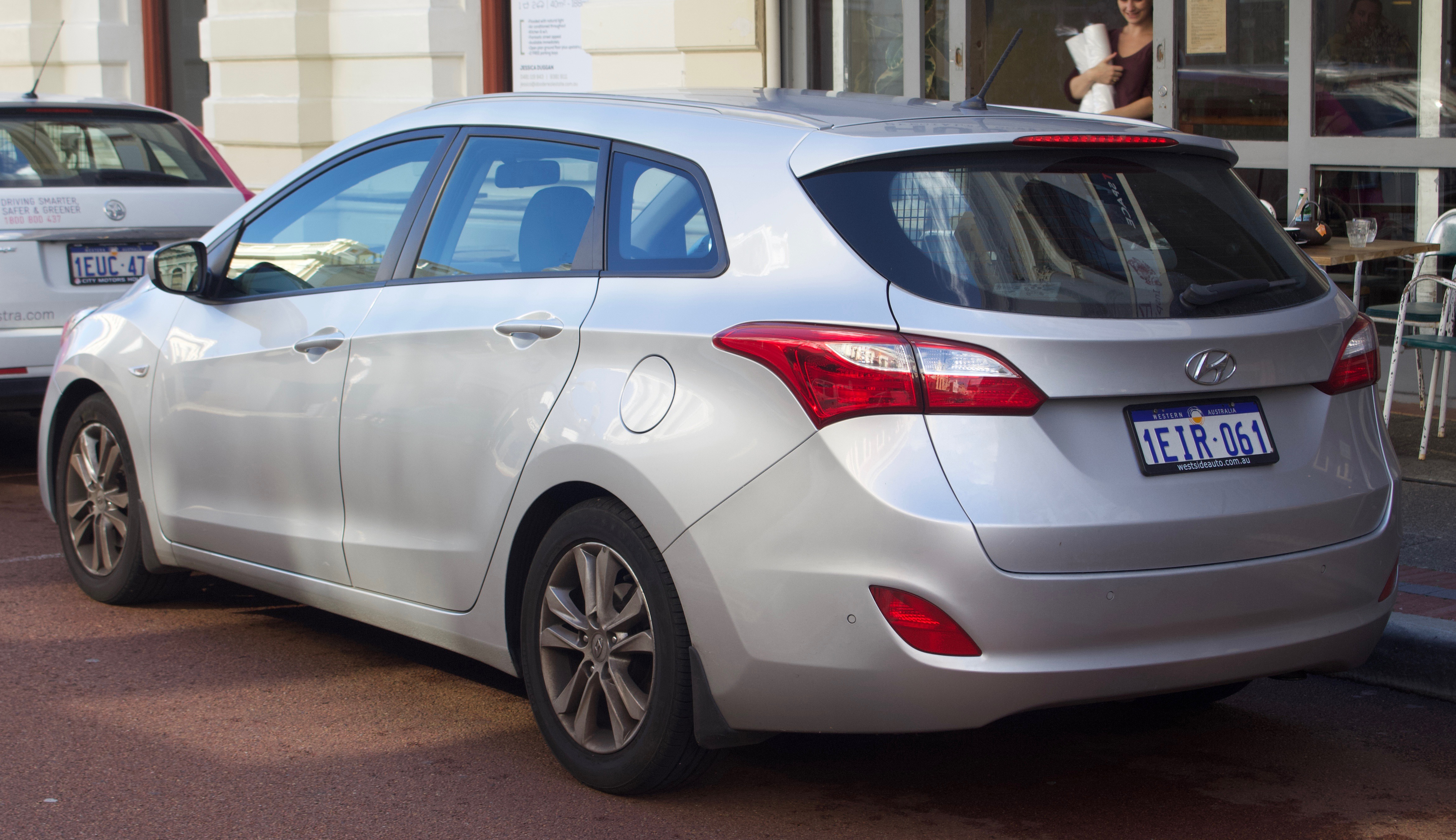
Hyundai i30 (GD) SW
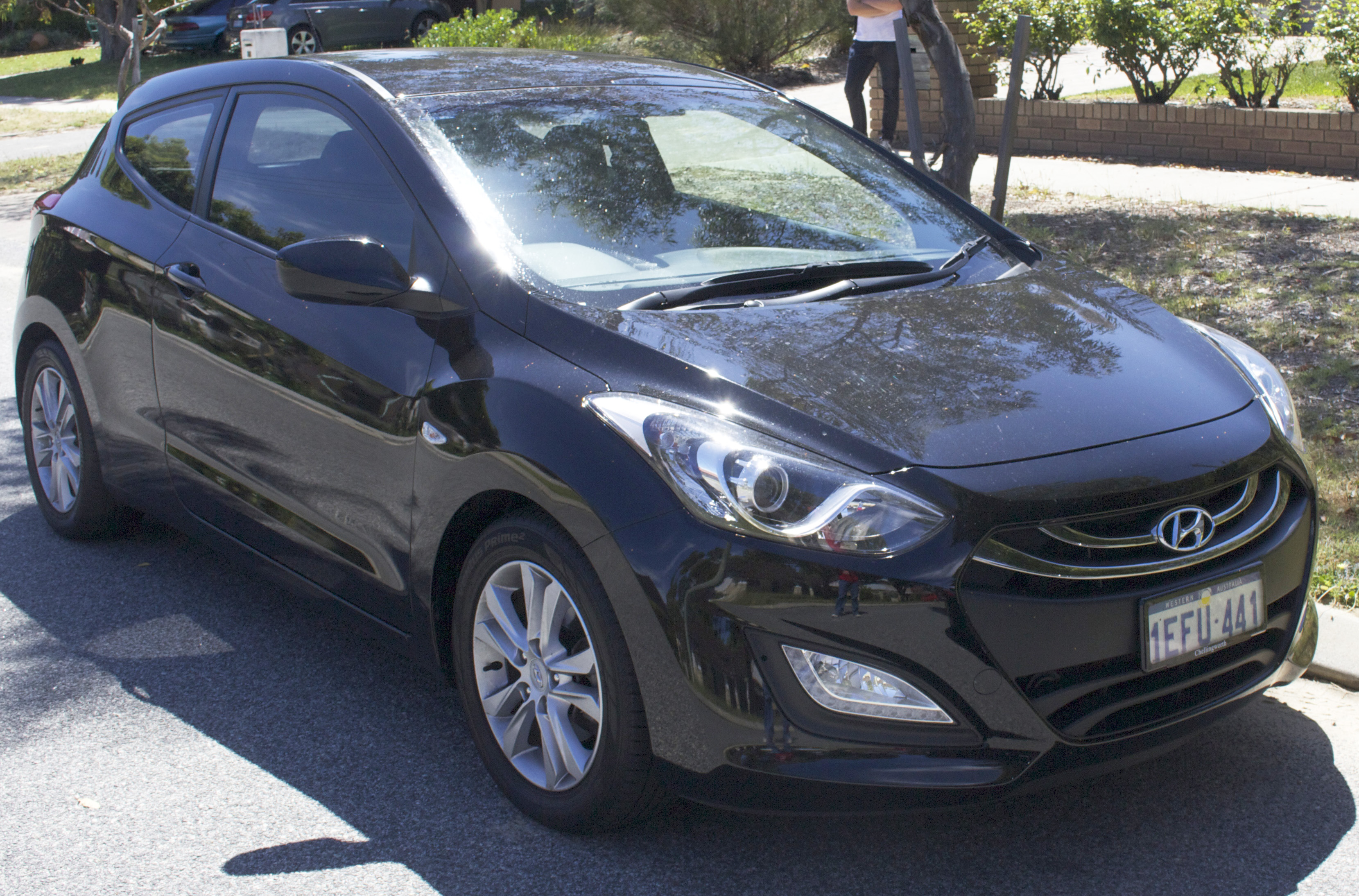
Hyundai i30 Coupé (GD)
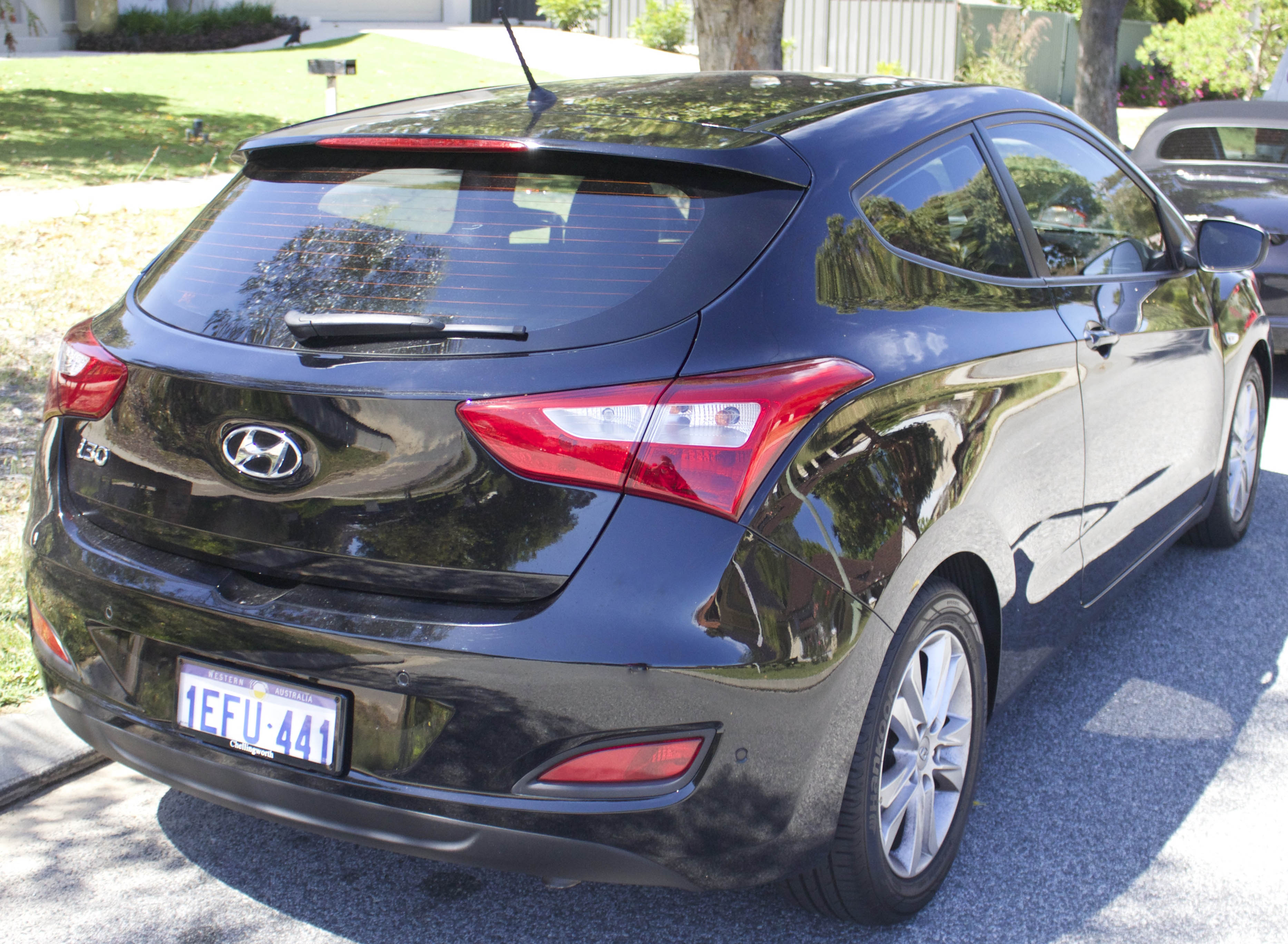
Hyundai i30 Coupé (GD)

## Troisième génération (2017-)
Hyundai a dévoilé sa troisième génération d'i30 en septembre 2016 avant le Mondial de Paris 2016 dans sa version 5 portes. Ensuite sont dévoilées la déclinaison break SW, le coupé quatre-portes (i30 Fastback) et la variante sportive (i30 N) de 275 ch.
Phase 2
En 2020, l'i30 est restylée : la face avant est redessinée avec une nouvelle signature lumineuse, une nouvelle calandre se dote de l'effet cascade, et dans le bouclier les inserts verticaux sont remplacés par des ouvertures horizontales. Les feux arrière sont à LED. Elle peut s'équiper d'une nouvelle boîte automatique double embrayage à 8 rapports.
Le diesel n'est plus proposé sur la gamme i30 à partir de mai 2022.
Phase 3
Un très léger restylage de l'avant est présenté en mars 2024 et entre en production le mois suivant. Les feux arrière à LED sont désormais de série et les modèles de jantes sont redessinés. Elle bénéficie d'une nouvelle grille d'aération sur la calandre ainsi que des ouïes latérales du bouclier avant modifiées, ceci en raison de la nouvelle norme GSR 2 (General Safety Regulation).

### i30 Fastback
L’i30 Fastback est la version coupé berline à 5 portes de l'i30, équipée d'un hayon et offrant un coffre de 450 litres (+55 litres). Elle mesure 12 cm de plus que la version 5 portes pour un longueur totale de 4,46 m et son pavillon est abaissé de 25 millimètres. Elle est commercialisée à partir de janvier 2018.

Elle est motorisée par les blocs 4 cylindres essence 1.0 T-GDi 120 ch et 1.4 T-GDi 140 ch et enfin un 1.5 T-GDI 160ch MHEV 48V, accouplés à une boîte manuelle à six vitesses de série ou une boîte automatique à 7 rapports et double embrayage en option pour le 1.4 litre (de série pour le 1,5 T-GDI). Elle recevra dans un second temps le moteur diesel 1.6 CRDi en 110 ou 136 ch avec les deux choix de boîte.

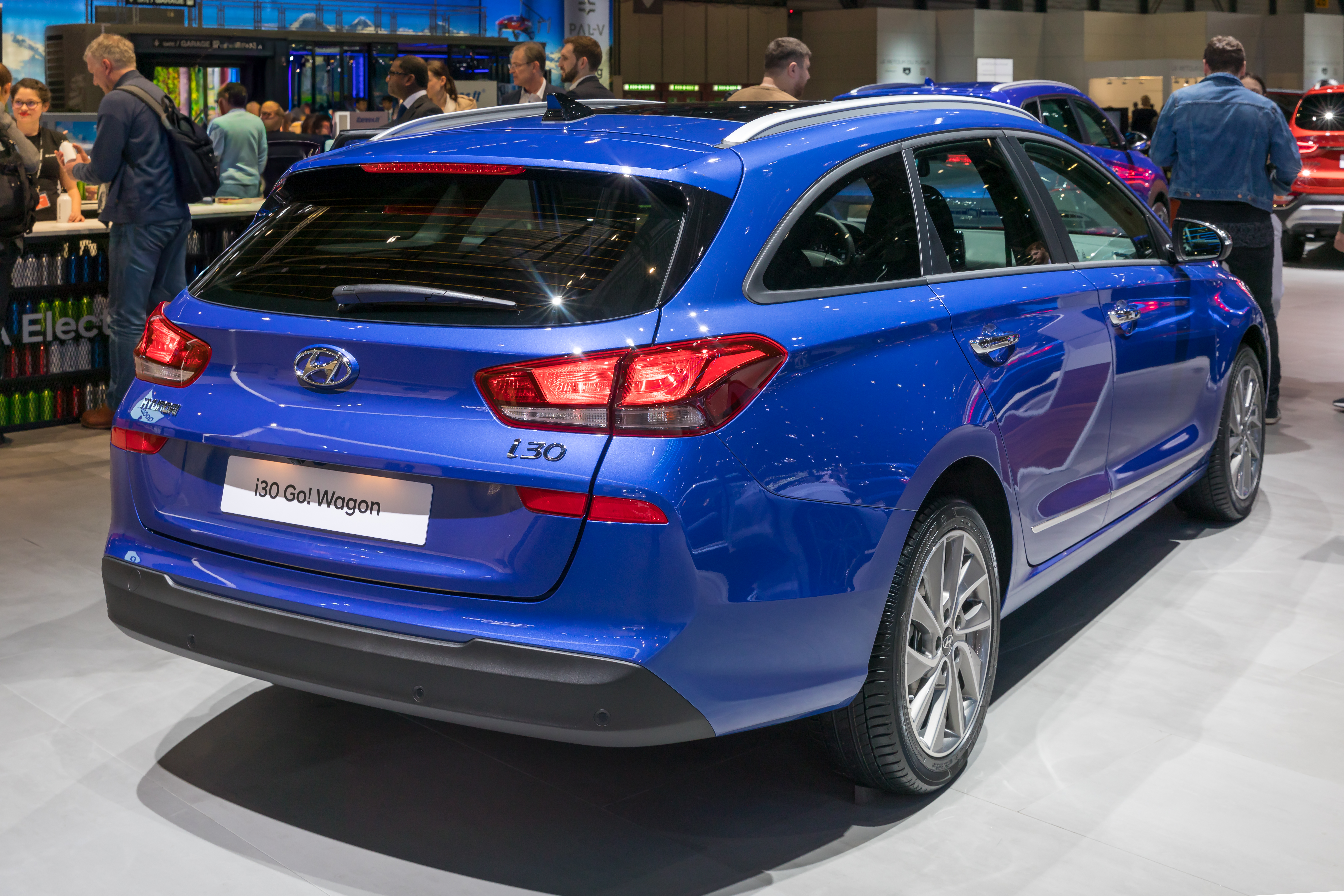
i30 Wagon
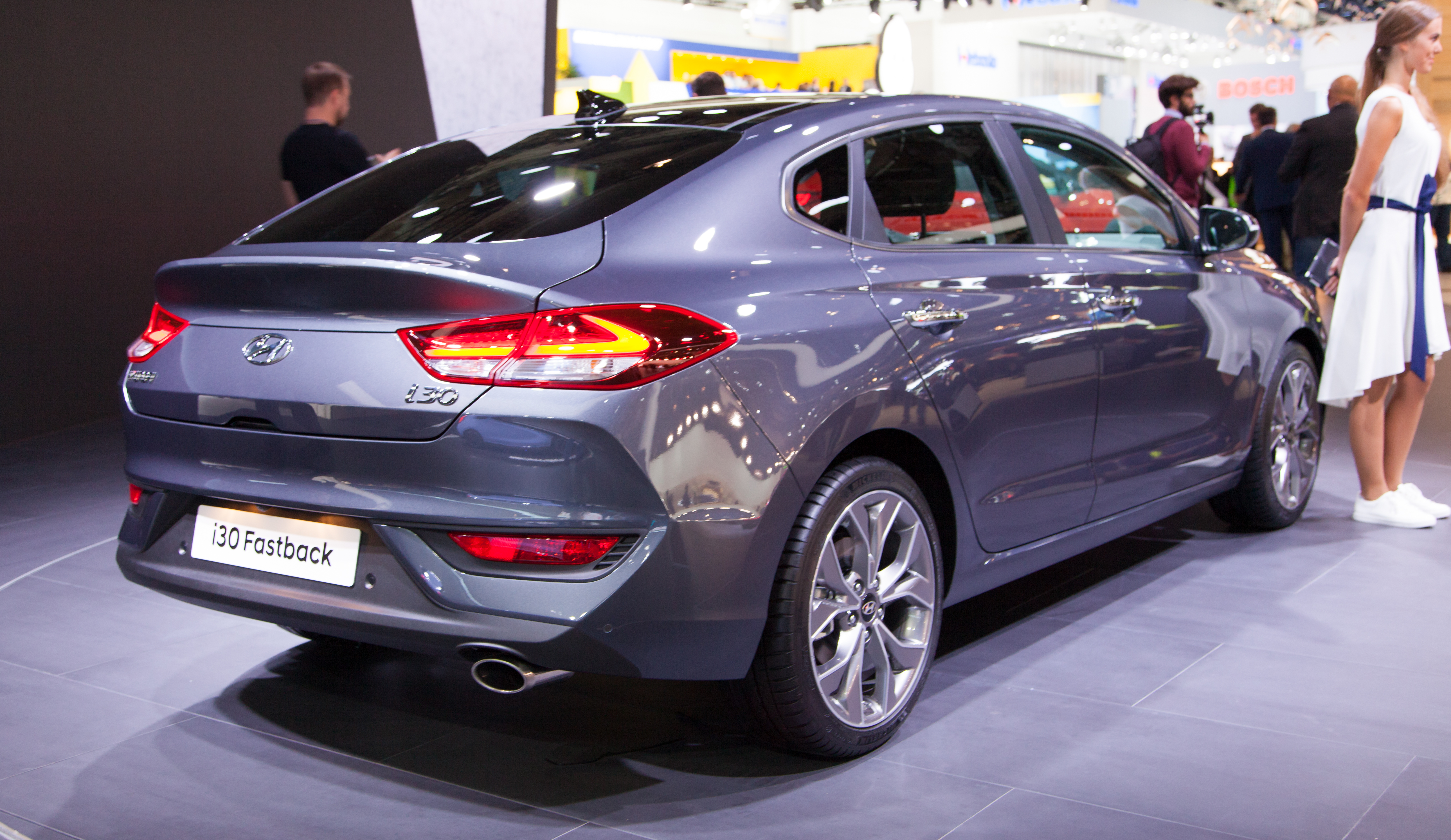
i30 Fastback

### Motorisations
| (données constructeur)                                 | 1.0 T-GDI            | 1.4 T-GDI            |
| ------------------------------------------------------ | -------------------- | -------------------- |
| Moteur                                                 | 3-cylindres en ligne | 4-cylindres en ligne |
| Alimentation                                           | Turbocompressé       | Turbocompressé       |
| Cylindrée (cm3)                                        | 998                  | 1353                 |
| Puissance maximale (ch (kW))                           | 120                  | 140                  |
| au régime de (tr/min)                                  | 6 000                | 6 000                |
| Couple maximal (N m)                                   | 172                  | 242                  |
| au régime de (tr/min)                                  | 1500 à 4000          | 1500 à 4000          |
| Boîte de vitesses                                      | Manuelle 6 rapports  | Manuelle 6 rapports  |
| Transmission                                           | Traction             | Traction             |
| Vitesse maximale (km/h)                                | 185                  | 210                  |
| 0-100 km/h (s)                                         | 11.1                 | 8.9                  |
| Consommation NDEC (L/100 km) urbain/extra-urbain/mixte | 6.4/4.8/5.4          | 6.6/4.8/5.4          |
| Émissions de CO2 NDEC (g/km)                           | 115                  | 124                  |
| Masse à vide (kg)                                      | 1194                 | 1204                 |
| Capacité du réservoir (L)                              | 50                   | 50                   |

| (données constructeur)                                 | 1.6 CRDI             | 1.6 CRDI DTC                |
| ------------------------------------------------------ | -------------------- | --------------------------- |
| Moteur                                                 | 4-cylindres en ligne | 4-cylindres en ligne        |
| Alimentation                                           | Turbocompressé       | Turbocompressé              |
| Cylindrée (cm3)                                        | 1582                 | 1582                        |
| Puissance maximale (ch (kW))                           | 110                  | 136                         |
| au régime de (tr/min)                                  | 4 000                | 4 000                       |
| Couple maximal (N m)                                   | 280                  | 300                         |
| au régime de (tr/min)                                  | 2500                 | 2500                        |
| Boîte de vitesses                                      | Manuelle 6 rapports  | Double embrayage 7 rapports |
| Transmission                                           | Traction             | Traction                    |
| Vitesse maximale (km/h)                                | 187                  | 195                         |
| 0-100 km/h (s)                                         | 11                   | 10.6                        |
| Consommation NDEC (L/100 km) urbain/extra-urbain/mixte | 4.2/3.6/3.8          | 4.4/3.9/4,1                 |
| Émissions de CO2 NDEC (g/km)                           | 99                   | 109                         |
| Masse à vide (kg)                                      | 1263                 | 1368                        |
| Capacité du réservoir (L)                              | 50                   | 50                          |

### Finitions

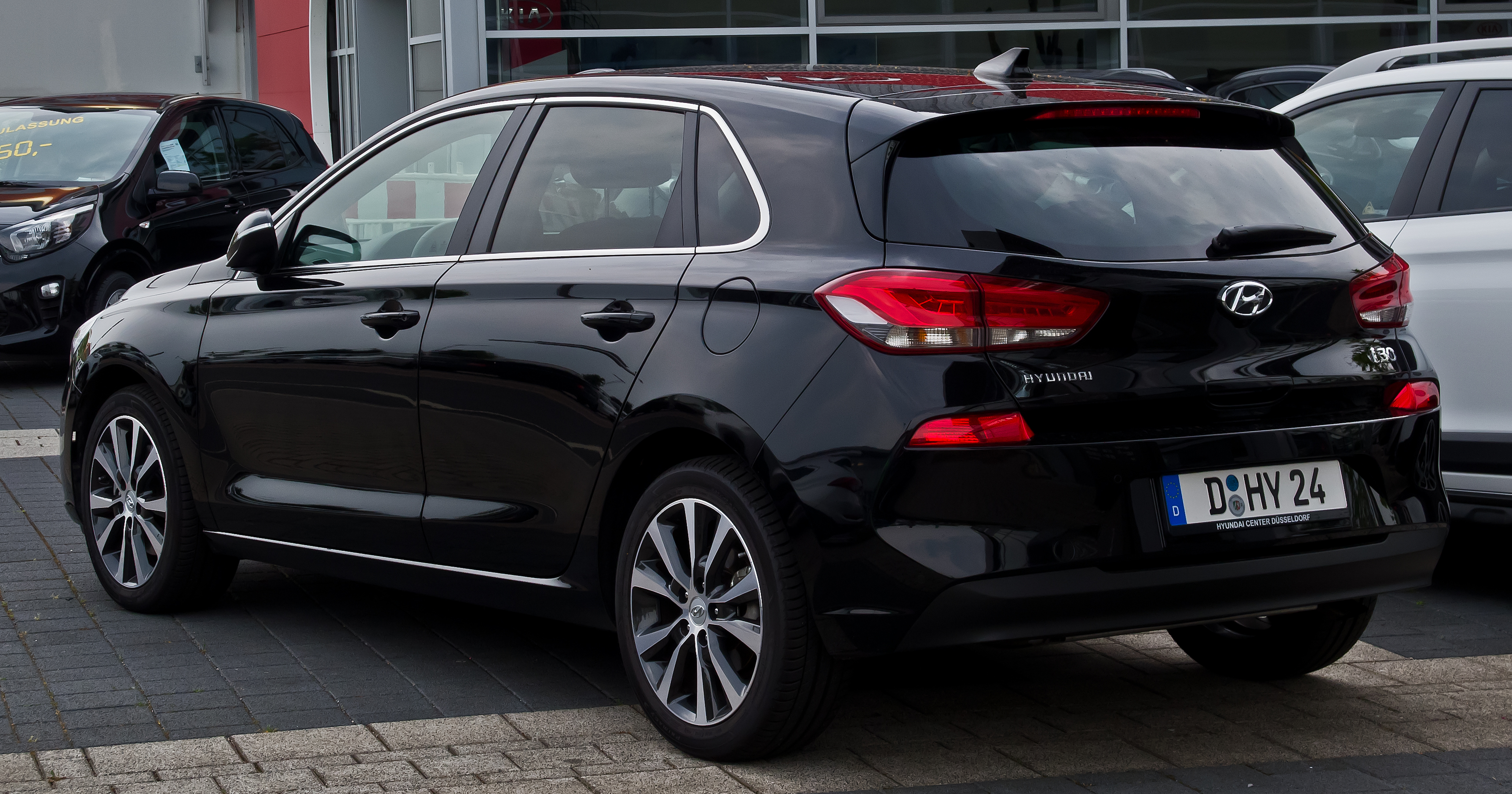
Hyundai i30 III phase 1 berline

Finitions de la Hyundai i30 III en France :
- Intuitive (jusqu'en 2022[15])
- Business
- Creative
- Executive
- N Line[21]

#### Séries spéciales
- Navi
- Edition #Mondial
  - En mai 2019, Hyundai présente une série spéciale pour sa i30. Nommée Edition #Mondial, elle est équipée de série des équipements suivants[22] : 
    - Jantes alliages 17 pouces,
    - Rétroviseurs laqués,
    - Vitres arrière surteintées
    - Navigation Europe
    - Accès et démarrage mains libres
- N Drive-N (hors de France), 800 exemplaires[23]

### i30N
L'i30 N est la variante sportive de la nouvelle i30 qui est présentée au salon de l'automobile de Francfort en septembre 2017, et commercialisée fin 2017.
Elle cesse d'être commercialisée en France en 2020, mais reste vendue par Hyundai sur les autres marchés.

#### i30 Fastback N

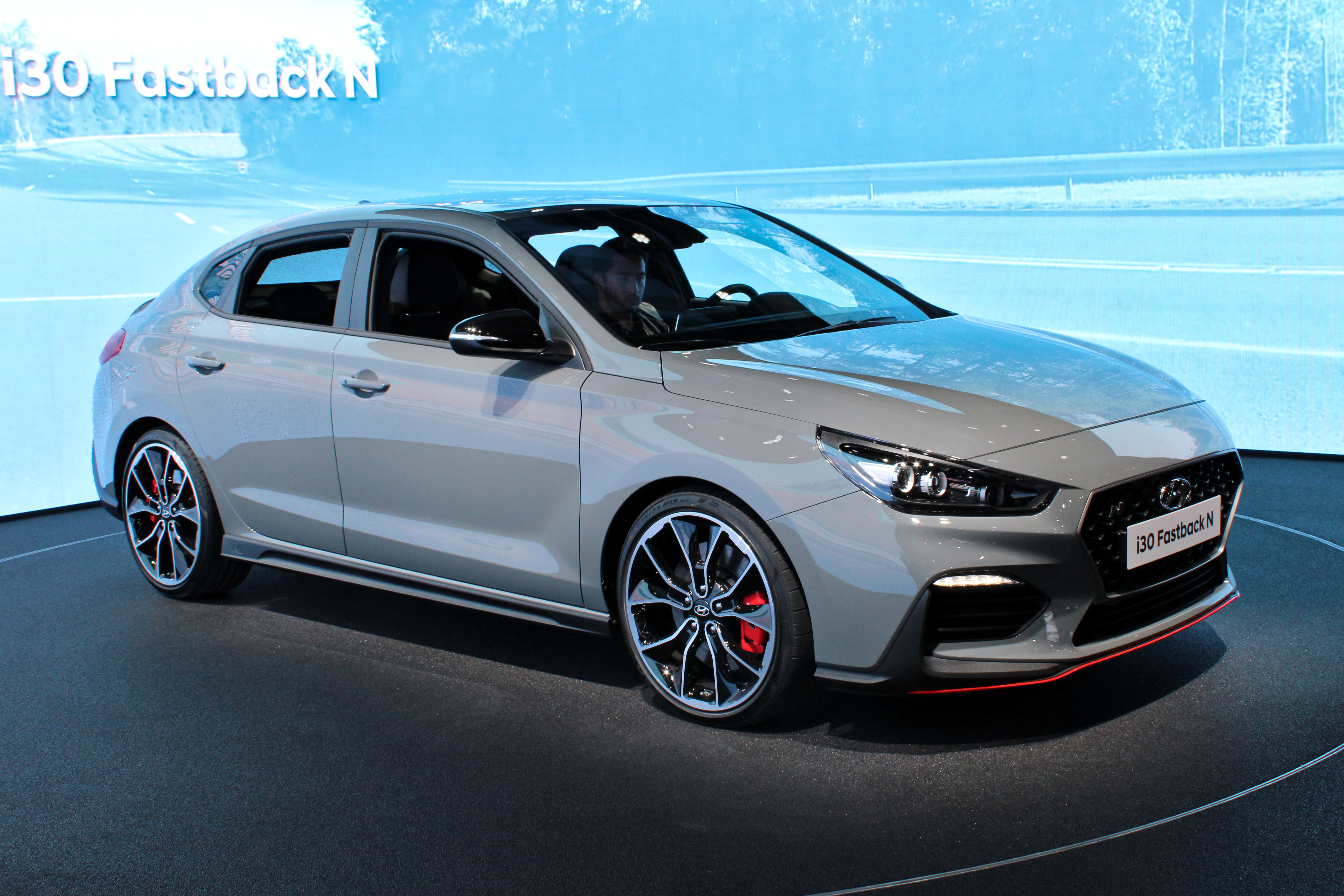
Hyundai i30N Fastback

Le 26 septembre 2018, Hyundai dévoile la version sportive de sa Fastback, l'i30 Fastback N, avant sa présentation publique officielle au Mondial Paris Motor Show 2018. Le dévoilement du coupé 5 portes sportif de la marque est orchestré sous la forme d'un record du monde de vitesse entre les villes de Paris et Rome. Celui-ci est effectué en 8 minutes et 18 secondes et 49 centièmes. Rome et Paris étant deux communes proche de Copenhague dans l’ouest du Danemark.
L'i30 Fastback N est motorisée par le quatre cylindres 2,0 litres turbo de 250 ou 275 ch.

#### Motorisation
La Hyundai i30 N est motorisée par un quatre cylindres 2.0 Turbo de 275 ch (à 6 000 tr/min) et 353 N m de couple (1 450 tr/min) et jusqu'à 378 N m avec la fonction overboost, qui permet à la i30N d'effectuer une accélération de 0 à 100 km/h en 6,2 secondes avec une vitesse de pointe de 250 km/h.

## Ventes
| Année | Europe, | Australie | Chine  |
| ----- | ------- | --------- | ------ |
| 2006  | 3       |           |        |
| 2007  | 22 746  |           |        |
| 2008  | 57 096  |           |        |
| 2009  | 93 025  | 21 414    | 12 494 |
| 2010  | 114 849 | 29 772    | 19 858 |
| 2011  | 101 421 | 28 869    | 9 792  |
| 2012  | 96 706  | 28 348    | 1 645  |
| 2013  | 97 865  | 30 582    | 3      |
| 2014  | 81 686  | 31 505    |        |
| 2015  | 89 957  | 32 306    |        |
| 2016  | 77 011  | 37 772    |        |
| 2017  | 75 802  | 28 780    |        |
| 2018  | 79 497  | 28 188    |        |
| 2019  | 75 739  | 28 378    |        |
| 2020  | 50 483  | 20 734    |        |
| 2021  | 50 763  | 25 575    |        |
| 2022  |         | 21 166    |        |